# Владимирівка (Емільчинський район)
Владимирівка (Владимирівка-Андрієвицька, Володимирівка-Андрієвицька, рос. Владимировка, Владимировка-Андреевичская, пол. Włodzimierzówka Andrzejewska) — колишня колонія у Старо-Непізнаницькій сільській раді Емільчинського району Житомирської області.

## Населення
Наприкінці 19 століття у колонії проживало 154 особи, дворів — 29, у 1906 році — 128 мешканців, дворів — 25, у 1910 році — 156 осіб, у 1923 році — 183 жителі, дворів — 38, у 1924 році — 219 осіб (з перевагою населення німецької національности), дворів — 37.

## Історія
Колишнє лютеранське поселення на власних землях, лежало за 30 км північно-східніше Новограда-Волинського. Належало до лютеранської парафії в Емільчині.
Наприкінці 19 століття — колонія Емільчинської волості Новоград-Волинського повіту, за 62 версти (69 км) від повітового міста.
У 1906 році — колонія Емільчинської волості (2-го стану) Новоград-Волинського повіту Волинської губернії. Відстань до повітового центру, м. Новоград-Волинський, становила 62 версти, від волосного центру, містечка Емільчин — 15 верст. Найближче поштово-телеграфне відділення розміщувалося в Емільчині.
У 1923 році включена до складу новоствореної Нараївської сільської ради, яка, 7 березня 1923 року, увійшла до складу новоутвореного Емільчинського району Коростенської округи. Розміщувалася за 18 верст від районного центру, міст. Емільчин, та за 3 версти — від центру сільської ради, с. Нараївка. 30 жовтня 1924 року, відповідно до рішення Волинської ГАТК (протокол № 11/6 «Про виділення та організацію національних сільрад»), колонію включено до складу новоутвореної Старо-Непізнаницької сільської ради Емільчинського району.
Знята з обліку населених пунктів до 1 жовтня 1941 року.